# Frank Schwalbe-Hoth
Frank Schwalba-Hoth (ur. 12 grudnia 1952 w Hamburgu, Niemcy) – były polityk, członek założyciel niemieckich Zielonych i były poseł.

## Wykształcenie i praca
Po ukończeniu szkoły średniej i służby wojskowej, Frank Schwalba-Hoth studiował na Uniwersytecie w Marburgu w latach 1974–1981.
Frank Schwalba-Hoth ma jedną córkę.

## Polityka

### Wczesna działalność polityczna
Frank Schwalba-Hoth rozpoczął aktywność polityczną w trakcie studiów. Był członkiem, a następnie Prezesem (1979/1980) Parlamentu Studenckiego Uniwersytecie w Marburgu. Brał między innymi udział w inicjatywach, takich jak 3 Międzynarodowy Trybunał Russella (3rd International Russell Tribunal) w sprawie sytuacji praw człowieka w Republice Federalnej Niemiec.

### Partia
Frank Schwalba-Hoth był jednym z członków założycieli Partii Zielonych.

### Kraj związkowy
Frank Schwalba-Hoth był członkiem Landtagu Hesji w latach 1982/1983. Jego wniosek legislacyjny w sprawie szkolenia nauczycieli stał się pierwszym aktem ustawodawczym z inicjatywy Zielonych w niemieckim Parlamencie.
Podczas przyjęcia dla amerykańskich żołnierzy stacjonujących w Niemczech w Landtagu Hesji, protestował przeciwko amerykańskiej inicjatywie budowy rakiet atomowych na terytorium Niemiec, oblewając własną krwią medale dowódcy V Armii, Generała Paula S. Williamsa.

### Parlament Europejski
W latach 1984–1987 Frank Schwalba-Hoth zajmował stanowisko posła i wiceprzewodniczącego Komisji Petycji. W okresie 1986/87 był jednym z dwóch współprzewodniczących swojej partii politycznej. Ze względu na zasadę "rotacji", podał się do dymisji w środku kadencji.

## Konsulting
Od czasu kiedy Frank Schwalba-Hoth ustąpił z Parlamentu Europejskiego, zajmuje się doradztwem na terenie Brukseli. Przez wiele lat zajmował stanowisko dyrektora UE biura Greenpeace. W roku 1998 założył wraz z Silvana Koch-Mehrin firmę doradczą Conseillé+Partners. Przez kilka lat pracował również w ramach programu Komisji Europejskiej TACIS w Azji Środkowej. Przyczynił się do ratyfikacji Konwencji z Aarhus w Mołdawii i na Ukrainie. Od roku 2002 pracuje jako niezależny strateg polityczny.
Od roku 1989 Frank Schwalba-Hoth organizuje comiesięczne spotkania kolacyjne, które mają na celu tworzenie sieci kontaktów („Soirée Internationale”). Zapraszanych jest 60–80 gości z różnych środowisk zawodowych, kulturowych, narodowych i społecznych.
Od 2006 roku jest członkiem Rady Konsultacyjnej Right Livelihood Award, która przyznaje każdego roku w Sztokholmie alternatywne nagrody Nobla i która została założona w 1980 roku przez Jakoba von Uexkülla.
W 2011 roku opublikował katalog stakeholder.eu, który składa się z 900 stron druku oraz katalogu online i zawiera listę najważniejszych osobistości w Unii Europejskiej w Brukseli.